# Fusillade de Kusel
La fusillade de Kusel est survenue le 31 janvier 2022 dans la Rhénanie-Palatinat lorsque deux policiers ont été tués par balle lors d'un contrôle routier. Le parquet présume que les deux suspects arrêtés tentaient de dissimuler leur braconnage.

## Fusillade
Au petit matin du 31 janvier 2022, deux policiers du bureau de police de Rhénanie-Palatinat (en) effectuaient une patrouille de routine. Les agents étaient en uniforme, équipés de gilets pare-balles dans un véhicule civil. Ils ont arrêté une voiture. La patrouille a informé la salle de contrôle de la police qu'elle avait trouvé des "personnes douteuses" dans le véhicule et qu'elle allait maintenant procéder à un contrôle plus approfondi. L'enquête ultérieure a révélé qu'il y avait de nombreux animaux sauvages morts dans la soute de la camionnette. La policière de 24 ans a été tuée d'une balle dans la tête avec le fusil de chasse. L'enquête a montré qu'elle était innocente et qu'elle tenait peut-être une lampe de poche et les papiers des suspects à la main. Peu de temps après, un deuxième message radio a suivi : "Ils nous tirent dessus". Les coups de feu mortels ont été tirés vers 4 h 20 du matin. La policière de 24 ans a reçu une balle dans la tête et est décédée sur le coup. L'officier de 29 ans a pu riposter, mais a également été abattu et est décédé des suites de ses blessures, lorsque l'ambulance est arrivée. Selon le syndicat de police GdP (en), les gilets pare-balles utilisés ne protègent pas contre les projectiles de gros calibre à courte distance.
Le crime a eu lieu sur la Kreisstraße 22 entre les villes de Mayweilerhof et Ulmet , une zone rurale de l'arrondissement de Kusel à la frontière de l'État allemand de la Sarre. L'agresseur ou les agresseurs ont pris la fuite.
Les deux officiers ont pu envoyer un message radio. Mais les renforts n'ont pas pu les sauver à leur arrivée.

## Victimes
Les policiers tués étaient un homme de 29 ans et une femme de 24 ans. La policière étudiait le maintien de l'ordre au moment de la fusillade.

## Chasse à l'homme
La police de Rhénanie-Platinat et la police de la Sarre voisine ont mené une chasse à l'homme massive. La police recherchait un suspect déjà connu de la police. Comme l'a rapporté la Deutsche Presse-Agentur, l'homme avait été remarqué dans le passé à cause d'un accident avec délit de fuite et possède un permis d'armes à feu. "Nous supposons plusieurs auteurs armés", a déclaré une porte-parole de la police. Plus tard, il est devenu clair que la police a trouvé le permis de conduire et la carte d'identité d'Andreas Schmitt sur les lieux du crime.
À 16 h 0, le même jour, la police responsable de Rhénanie-Platinat a publié un communiqué de presse indiquant que les premières enquêtes avaient conduit à une suspicion de crime contre Andreas Johannes Schmitt, 38 ans, de Spiesen-Elversberg. La police recherche activement l'homme. Les procureurs et la police demandent l'aide du public.
En début de soirée, la police a arrêté à Sulzbach, dans la Sarre, à la fois Andreas Schmitt recherché et un complice présumé de 32 ans. Ni l'un ni l'autre n'a offert de résistance. Selon la police, des armes à feu ont été saisies lors de la perquisition de deux objets dans la Sulzbacher Bahnhofstrasse. La voiture d'un suspect a également été retrouvée dans cette rue avec des impacts de balles.

## Enquête
Le juge d'instruction suppose que les deux suspects étaient en route pour braconner dans le quartier de Kusel. Le parquet estime que les deux suspects ont tiré des coups de feu. Au cours de l'enquête, un fusil de chasse et une carabine de chasse ont été saisis.

### Suspects
Les deux suspects arrêtés sont des amis l'un de l'autre.
Le principal suspect Andreas Schmitt est connu de la police pour braconnage et délit de fuite. Cependant, il n'a pas de casier judiciaire juridiquement contraignant. Il fait usage de son droit de garder le silence.
L'homme de 32 ans est connu des services de police pour des délits d'escroquerie. Il n'a pas non plus de casier judiciaire. Entre autres, le complice présumé a été ciblé par les enquêteurs car, selon les informations des médias, il a appelé la femme de Schmitt après la fusillade. Il a par la suite reconnu le braconnage, selon le parquet. Il avait aussi décrit le contrôle policier. Cependant, il nie s'être tiré dessus.

## Réactions
La ministre fédérale de l'Intérieur Nancy Faeser (SPD) a déclaré : "Quel que soit le motif du crime, cet acte rappelle une exécution, et il montre que des policiers risquent leur vie chaque jour pour notre sécurité."